# Laphria dira
Laphria dira là một loài ruồi trong họ Asilidae. Laphria dira được Walker miêu tả năm 1855.